# OL
OL（オーエル、office ladyの略）は、会社勤めの女性事務員を意味する和製英語。
かつて働く女性を指して使用されていたBG（ビージー、business girl「ビジネスガール」）に代わる呼び名として、1963年、「新しい時代の働く女性」を表す言葉を週刊誌『女性自身』が公募、読者投票の結果誕生した造語である。

## 歴史と概略

### 背景：大正時代の職業婦人
専門分野、事務職業、会社員、販売員などの第三次産業で労働に従事する女性を表す言葉として、大正時代から昭和初期にかけて「職業婦人（しょくぎょうふじん）」が用いられた。
1919年に刊行した与謝野晶子『心頭雑草』に「自動車の婦人運転手が東京に、婦人の郵便配達人が九州の某所に、（中略）、近く電車の婦人運転手が美濃国で採用されました。」とみえるように、大正時代に医師（女医）、教師、判任官、婦人運転手等のこうした専門分野で働く女性が目立つようになった。
1920年以降から、各種産業の合理化と第三次産業の拡大、西洋文化の波及とともに、女性の職種も会社員、洋式の美容師、タイピスト、エレベーターガールなど幅広い分野となり、1940年代にかけて職業婦人は急激に増加した。
日本の女性事務員としては、1888年（明治21年）に日本銀行、民間では1893年（明治26年）に三井銀行で採用されたのが初とされている。1920年（大正9年）には当時のサラリーマンの一割以上が女性となり、「オフィスガール」とも呼ばれた。
東京市社会局が1924年（大正13年）に発表した『職業婦人に関する調査』では、教師・タイピスト・事務員・店員・看護婦・交換手の6種の職業につく900名の女性を調査対象としており、都会で働く当時の女性の代表的な職業がそれらであったことがわかる。大正末期頃からはバスの女車掌を「バスガール」、デパートの店員を「ショップガール」「デパートガール」、丸ビルで働く女性を「丸ビルガール」と呼ぶなど、当時としてはモダンでハイカラな「○○ガール」という呼称が流行、昭和に入るとやがて「円タクガール」「ガソリンガール」「マネキンガール」「ストリートガール」「芸者ガール」など性的な魅力で客を集める女性を意味する言葉として使われるようになった。
当時の主な女性の職業には、女給、デパートガール、エレベーターガール、バスガイド、事務員（タイピストなど）などがあり、ごく少数ながら教師、医者、弁護士、学者となる者もあった。羽仁もと子のように事務職員として採用されたが実力が認められ、取材記者に登用される例もあった。

### 戦後のビジネス街

1950年代の千代田区のOL。当時の女性事務員はゆったりしたジャケットのような形の上衣のみの制服(スモック)を着ることが多かった

戦後に産業は活気を徐々に取り戻し、戦前にビジネス街として発展していた地域も回復していく。東京丸の内では、戦前からの計画であった新丸ノ内ビルヂングが1952年（昭和27年）に竣工され、1959年（昭和34年）から煉瓦街は急速に建て替えられ、近代的なビルに生まれ変わってゆく。
また、1950年代から「三種の神器」と呼ばれる白黒テレビ・洗濯機・冷蔵庫などの家電製品が普及して女性の家事負担の軽減に寄与し、こうした中で女性が社会で働く場が再度増え、丸の内のビジネス街でも働く女性が増加していった。
昭和中期以降は「business girl」の頭文字を取った「BG」という単語があった。高度経済成長期には「ビジネスガール」「BG」という呼称はしばしば使われており、当時の出版物にも散見される。1963年公開の映画『日本の夜 女・女・女物語』でも使用されている。なお、「ビジネスガール」の呼称は直訳すると「商売女」となって売春婦を想起させるという理由で、1963年（昭和38年）にNHKによって放送禁止用語に指定されている。

### 高度成長期：丸の内のOL
「英語で BG は bar girl の略称で、これは売春婦という意味だ」という噂が東京オリンピックを翌年に控えた1963年に広まり、NHKはこの実態のない噂から9月にこの単語の使用を止めた。この機運にともない、週刊誌『女性自身』が「東京オリンピックで来日する外国人の誤解を防ぐため」この単語を使わないようにすることを提案し、代替語の誌上公募を行った結果、11月に候補の中から「OL」を選出したと発表した。
| 順位                                                  | 名称               | 票数 |
| ----------------------------------------------------- | ------------------ | ---- |
| 1                                                     | オフィス・レディー | 4256 |
| 2                                                     | オフィス・ガール   | 4189 |
| 3                                                     | サラリー・ガール   | 2964 |
| 4                                                     | キャリア・ガール   | 2894 |
| 5                                                     | ビジネス・レディー | 2302 |
| 6                                                     | オフィス・ウーマン | 2016 |
| 7                                                     | ビジネス・ウーマン | 1882 |
| 8                                                     | BG廃止反対         | 1401 |
| 9                                                     | キャリア・ウーマン | 1274 |
| 10                                                    | ワーク・レディー   | 965  |
| 投票総数26,481票 なお紙面では11位以下も記載されている |                    |      |

この「OL（オフィスレディー）」は「約30000通の投書の内最多の4256票を獲得した」と発表されていたが、本来は7位であり、実際の1位は「OG（オフィスガール）」だった事実が後に明かされた。当時の編集長である櫻井秀勲が『「職場の女の子」という意味の様で個人的に気に入らない』という私情から「オフィスレディー」が1位になったかのように捏造したという。
その後、「OL」の用語が世間一般へ浸透するまでには、長い時間を要した。しかし、1973年から1975年の間に「OL」は定着し、オフィスで働く女性全般に対して使用されるようになった。
昭和時代後期には、丸の内の近代的なビジネス街オフィスで働く女性を指して「丸の内のOL」と称され、また、一般職あるいは専門職に限らず、特に優秀な女性に対して「キャリアウーマン」が用いられた。
1990年10月21日、現役OLたちによって結成されたグループユニット「OH!エルズ」の歌う「ハナマルOL講座」がビクター音楽産業から発売され（同年11月時点でメンバーは約30人だが、レコーディングに参加したのはそのうち8人）、発売1週間ほどで1万枚を売り上げ、またOH!エルズのもとにテレビ局・週刊誌から出演・取材依頼が舞い込むなど話題になった。

## 英語圏
英語圏の英語での同じ意味の表現は office worker（オフィス従業員）や company employee（会社員）がこれにあたるが、通常これらには female を付けて「女性のオフィス従業員」という表現はしない。